# Chien courant de Schiller
Le chien courant de Schiller ou Schillerstövare est une race de chiens originaire de Suède. C'est un chien courant de taille moyenne, bien proportionné, à la robe noire et feu. Il s'agit d'un chien de chasse employé comme chien courant pour la chasse au renard et la chasse au lièvre.

## Historique
En 1886, parmi les 189 chiens courants présentés lors de la première exposition canine suédoise, le mâle Ralla et sa sœur Tamburini, appartenant au fermier Per Schiller, sont considérés comme les fondateurs de la race. Ils descendaient des chiens de chasse de la maison domaniale Kaflås, mais proviendraient plus probablement d’Allemagne du sud. Ils sont par la suite croisés avec des chiens de chasse britanniques, notamment le harrier et des chiens de chasse suisses. Le chien courant de Schiller est reconnu comme race par le Kennel Club Suédois en 1907.
La race est assez répandue en Suède mais est rare dans les autres pays.

## Standard

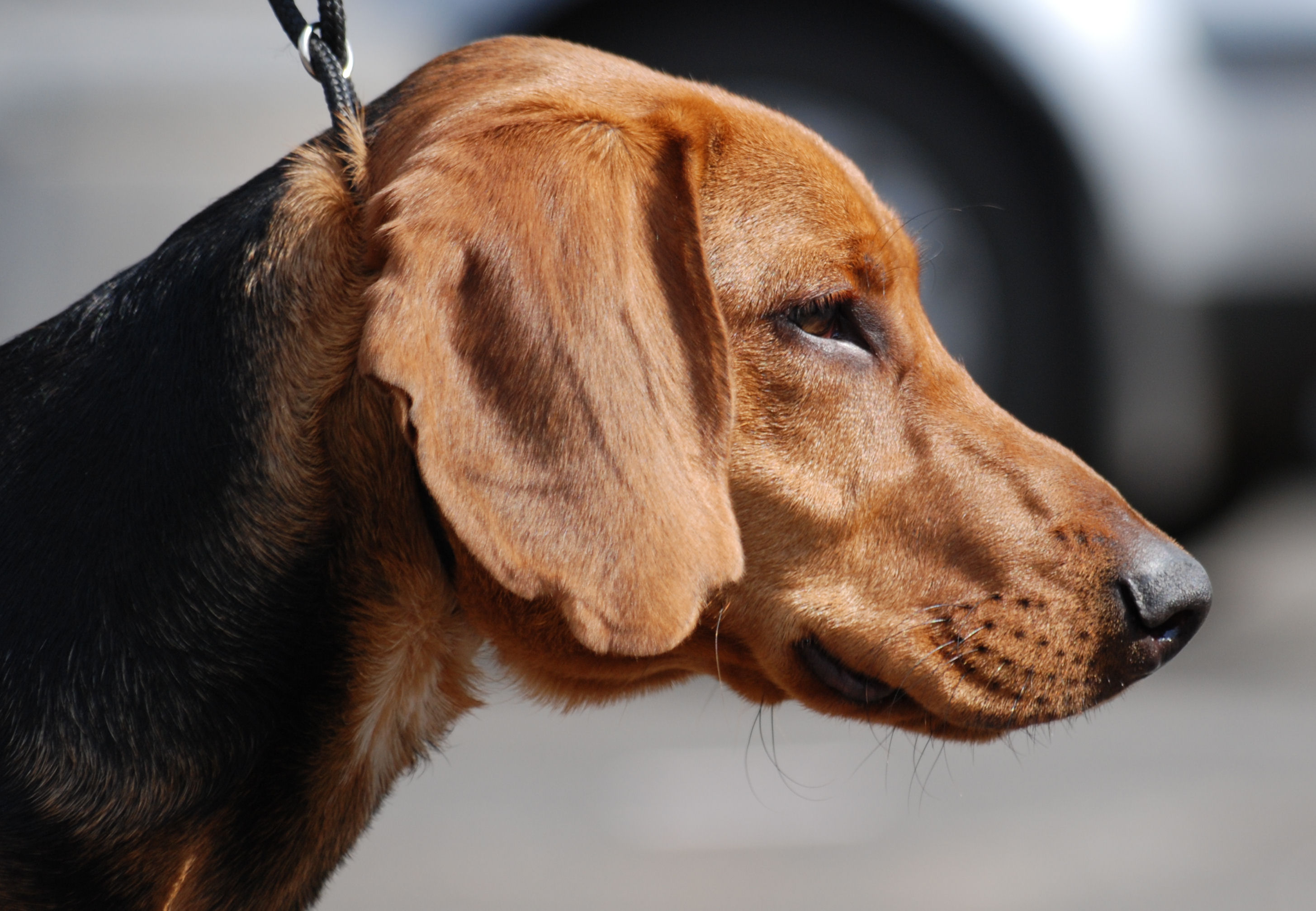
Portrait d'un chien courant de Schiller.

Le chien courant de Schiller est un chien courant de taille moyenne, bien proportionné, d'allure rapide et de forte. La queue est droite ou légèrement en sabre. Large à sa racine, elle s'amincit vers son extrémité et atteint le jarret en longueur. Plutôt longue, la queue est de forme triangulaire de face comme de profil. Les yeux sont de couleur brun foncé. Attachées haut, les oreilles pendent à plat et leur bord antérieur repose étroitement sur la joue. Tirées vers l’avant, elles n'atteignent pas la mi-longueur du museau.
Le poil est rude, pas trop court, bien couché sur le corps. Sur la tête, les oreilles et le devant des membres, le poil est court et lisse. Il peut être plus long sous la queue et à la face postérieure des cuisses. Il est de couleur fauve avec un manteau noir bien tranché couvrant le dos et les côtés du cou, descendant sur les côtés du tronc et sur la face supérieure de la queue. De légères marques blanches sur le poitrail et les doigts sont autorisées.

## Caractère
Le standard FCI décrit le chien courant de Schiller comme vif et attentif. Il est fortement déconseillé de le faire vivre en appartement.

## Utilité
Le chien courant de Schiller est un chien courant utilisé en solo pour la chasse au lièvre et la chasse au renard, mais n'est pas adapté à la chasse au cerf. En action, il donne de la voix.